# Gatcombe Park
Gatcombe Park és la residència privada de camp de la princesa reial Anna del Regne Unit. Situada al comtat de Gloucestershire entre els pobles de Minchinhampton i d'Avening i a cinc milles al sud de Stroud.
La finca de Gatcombe Park fou adquirida per la reina Elisabet II del Regne Unit l'any 1976 per la princesa reial i el seu primer espòs, el capità Mark Phillips. Prèviament, la finca havia estat propietat de lord Butler de Saffron Walden que l'havia heretat del seu sogre, Samuel Courtauld. Alhora, Coutauld l'havia adquirit de la família Ricardo, propietaris d'aquesta finca des de 1814.
Construïda entre 1771 i 1774, la casa de Gatcombe Park fou edificada per Edward Sheppard. Edificada amb pedra de Bath, la casa conté sis dormitoris principals, quatre habitacions de recepció, una biblioteca, una sala de billar i una de música.
La casa fou restaurada i redecorada per la princesa reial i el seu primer espòs que s'hi traslladaren el mes de novembre de 1977. L'any 1978 la finca cresqué amb la compra de la Granja d'Aston, una finca limítrof. Actualment, Gatcombe Park té 730 acres (prop de 3 quilòmetres quadrats), dels quals prop de 200 són forestals.
Avui en dia, la princesa reial i el seu segons espòs, l'almirall Timothy Laurence, viuen a la casa principal de Gatcombe, mentre que el capità Mark Phillips i la seva segona esposa viuen a la Granja d'Aston.